# Onthophagus quadripustulatus
Onthophagus quadripustulatus é uma espécie de inseto do género Onthophagus, família Scarabaeidae, ordem Coleoptera.
Foi descrita cientificamente por Fabricius em 1775.